# Cisowiec (skała)
Cisowiec (niem. Reichenrand)  –  skalny mur w Karkonoszach.
Granitowa skała o wysokości 30 m położona u ujścia cieku Rudnik do Kamiennej.

## Szlaki turystyczne
U podnóża skały biegnie szlak turystyczny:
- niebieski Piechowice - Wodospad Szklarki[1].